# Rangenrode
Koordinaten: 51° 4′ 48″ N, 9° 37′ 22″ O
Rangenrode ist eine Wüstung in der Gemarkung von Altmorschen, einem Ortsteil der Gemeinde Morschen im nordhessischen Schwalm-Eder-Kreis.

## Lage
Die Siedlung befand sich zwischen Altmorschen und dem weiter nördlich gelegenen Morschener Ortsteil Eubach im Rangegrund; ihre genaue Lage ist bisher nicht bekannt, wird jedoch an der Mündung eines kleineren Bachs in den Eubach westlich der Landesstraße L 3225 von Altmorschen nach Spangenberg vermutet.

## Geschichte
Das kleine Kirchdorf fand 1254 erstmals urkundliche Erwähnung, als die Herren von Spangenberg, Vettern derer von Treffurt, dem Kloster Haydau die Kirchenvogtei („ius advocatie“) in Rangenrod sowie eine dabei gelegene wüste Mühle und alles, was sie dort vom Kloster Fulda zu Lehen trugen, übereigneten. 1263 schenkte auch Graf Gottfried III. von Reichenbach dem Kloster Haydau eine Hufe Land, die er zuvor vom Kloster Fulda zu Lehen trug. 1275 schenkte Eckhard II. von Ballenhausen dem Kloster ebenfalls eine Hufe in Rangenrode. Auch 1350 werden Güter zu Rangenrode genannt.
Der Ort „Rangenroth über Alten Morschen“ wurde 1574/1579 im Salbuch des Klosters Haydau als wüst bezeichnet; dort befänden sich 13 Äcker Wiesen.